# Catatua-branca
A cacatua-branca  (nome científico: Cacatua alba) é uma espécie de cacatua de tamanho médio — em torno de 46 cm — comum nas ilhas de Halmahera, Bacan, Ternate, Tidore e nas Molucas do Norte, na Indonésia. É uma ave branca com olhos castanhos ou pretos e um bico cinza.
Quando surpreendidas, levantam sua grande e fina crista. Cacatuas-brancas domésticas podem levantar suas cristas depois de treinamento ou então quando alguém chama a sua atenção com brinquedos novos. Podem viver por até 80 anos.

## Descrição

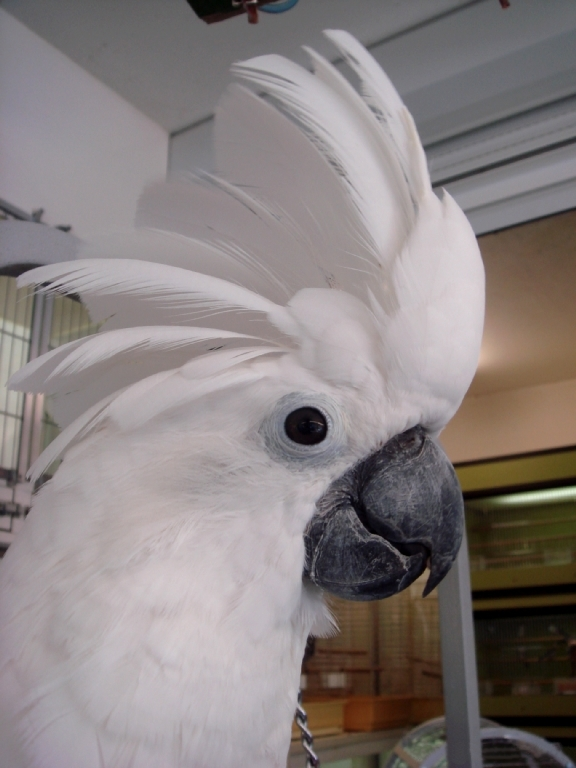
Cacatua com sua crista levantada

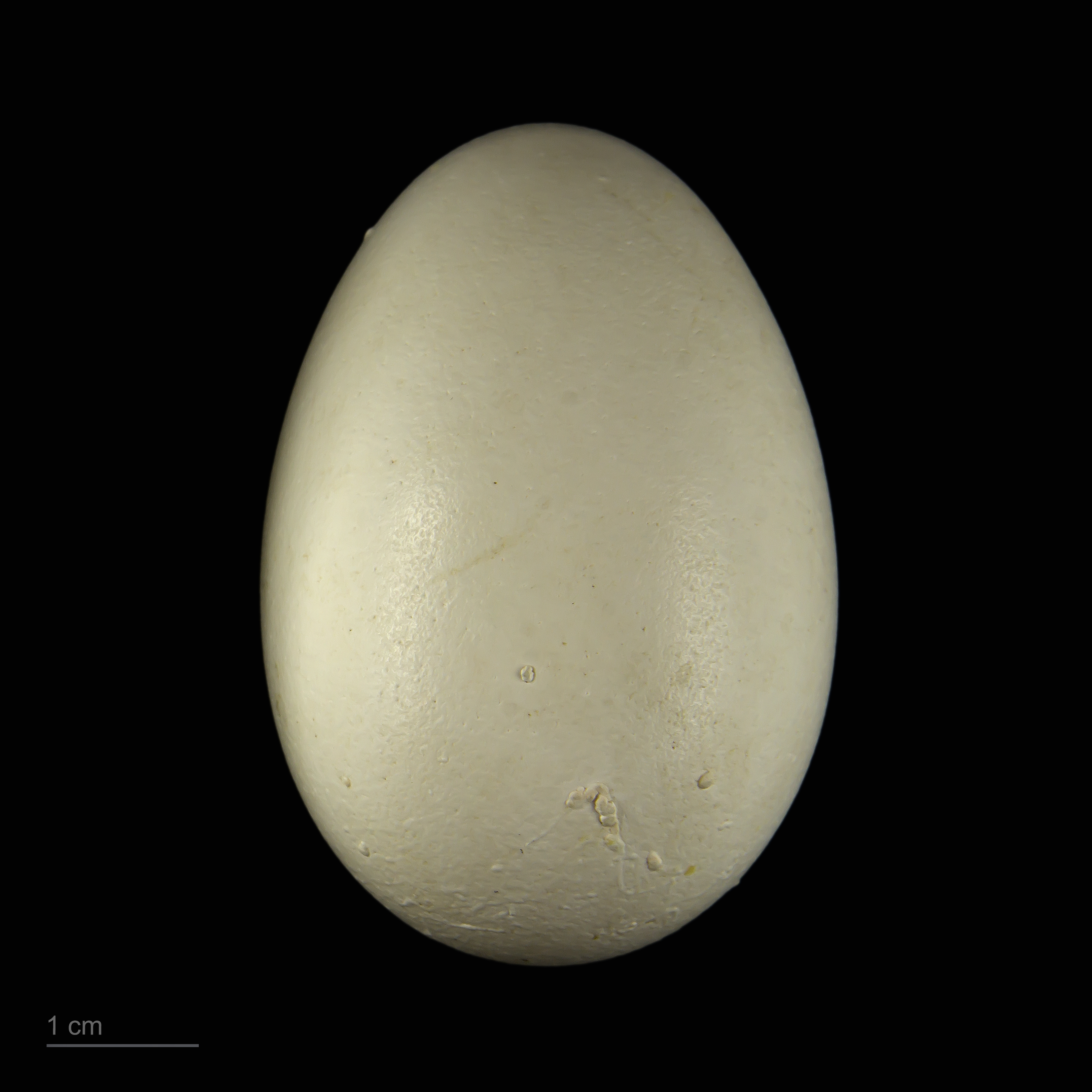
Cacatua alba - MHNT

A fêmea da cacatua-branca tem corpo de 48 cm de comprimento e cerca de 400 gramas, enquanto o macho atinge 800 gramas e normalmente tem uma cabeça mais larga e um bico mais comprido que o da fêmea. Durante a puberdade, a cacatua fêmea começa a desenvolver uma íris mais avermelhada que a do macho. As penas das cacatuas brancas são geralmente brancas, no entanto, tanto a parte de cima quanto a de baixo da ponta das asas são amareladas.